# Bafoussam
Bafoussam – miasto w Kamerunie, stolica Regionu Zachodniego i departamentu Mifi. Położone na Wyżynie Adamawa liczy około 305 tys. mieszkańców.
Ośrodek handlu i przemysłu spożywczego. Główny ośrodek ludu Bamiléké – mieści się tu pałac jego wodza.
Przez miasto przebiega Droga Krajowa nr 4. W mieście znajduje się lokalne lotnisko.